# Авіаційне рятування та пожежогасіння

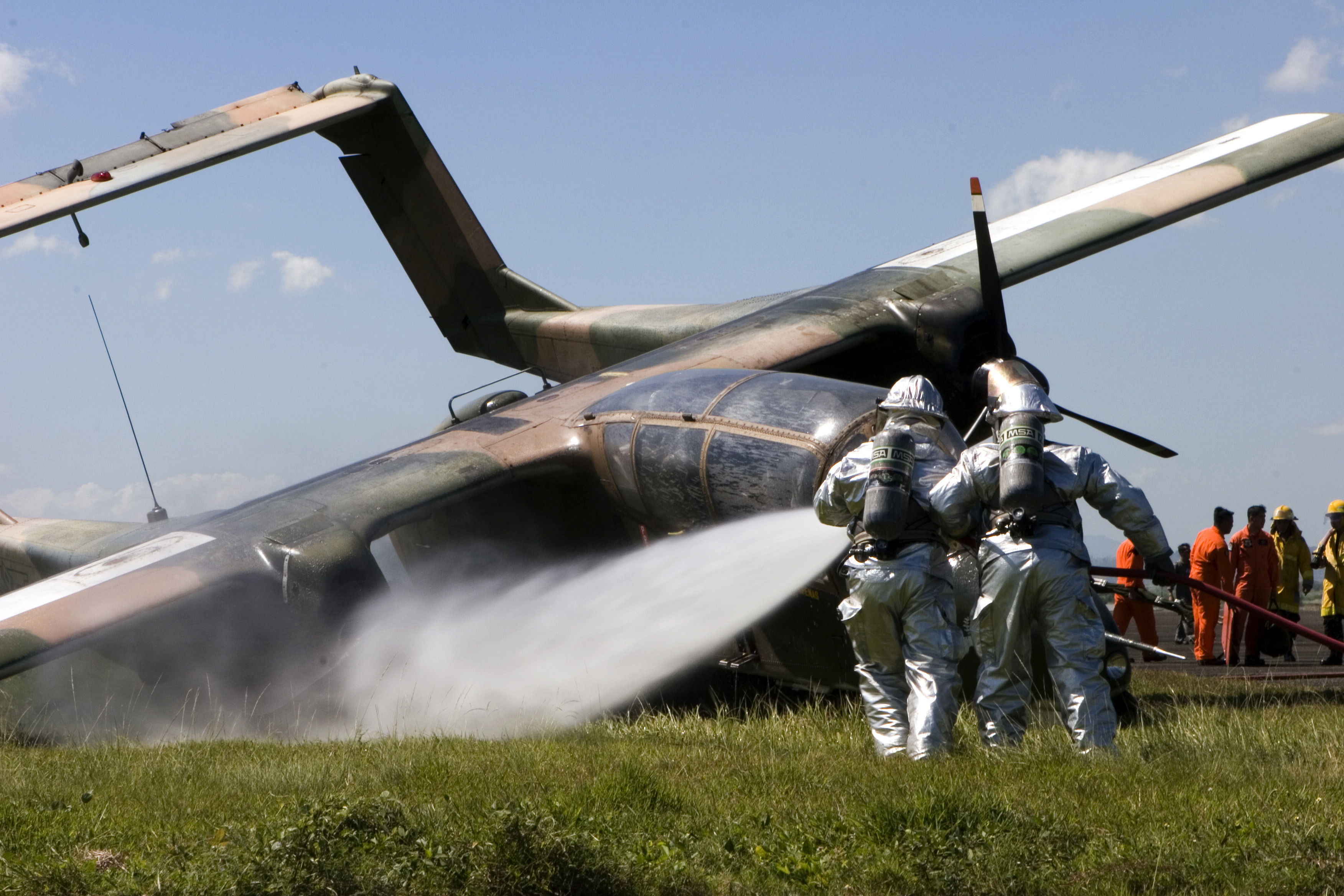
Пожежні на місці падіння літака.

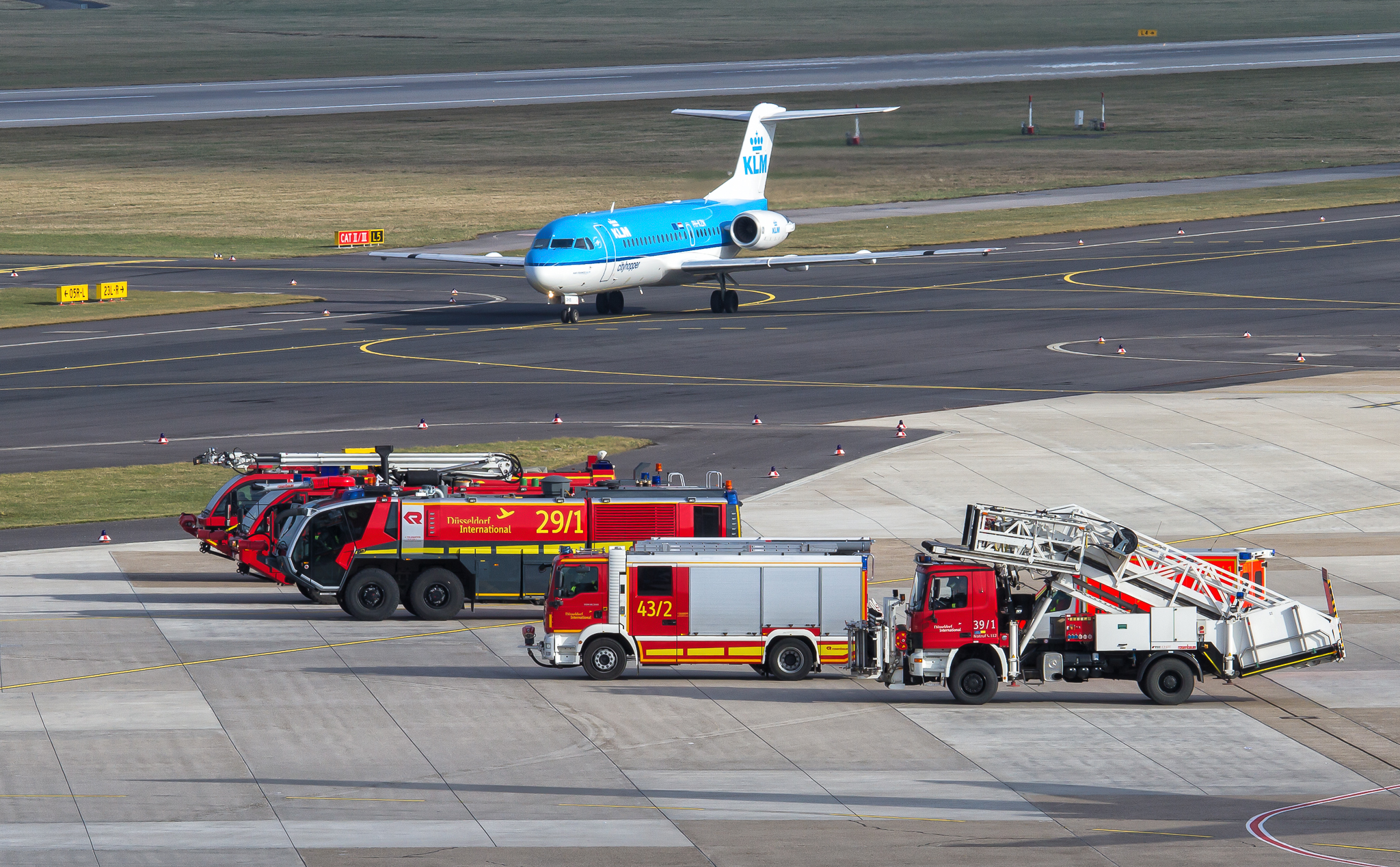
Пожежні в аеропорту Дюссельдорфа, Німеччина

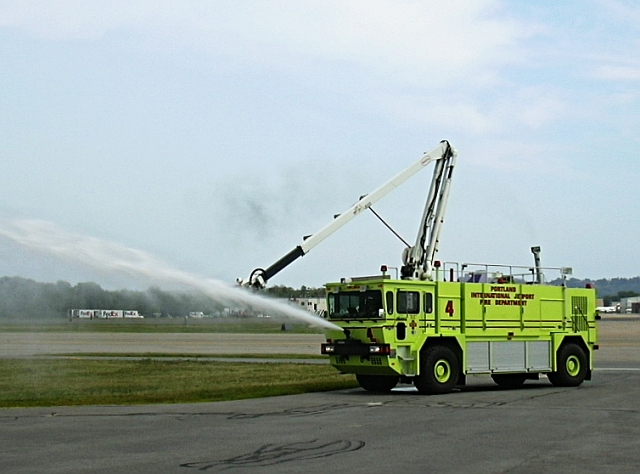
Демонстрація можливостей тендера для аварії в аеропорту в Портлендському міжнародному реактивному порту.

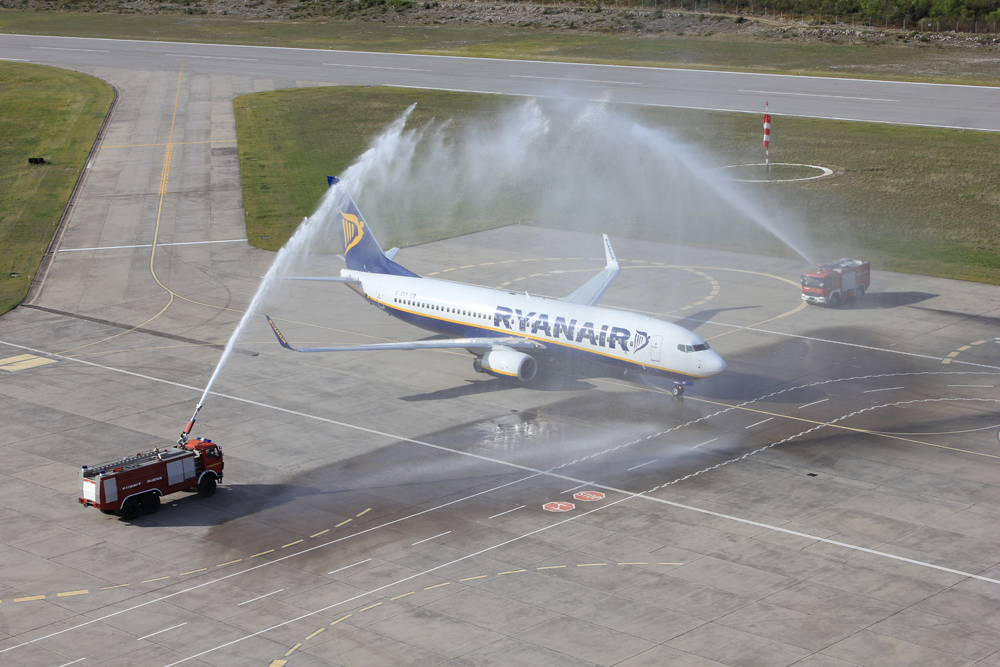
Пожежники проводять водний салют у Рієці, Хорватія

Авіаційне рятування та пожежогасіння (АРПГ, англ. Aircraft rescue and firefighting (ARFF)) — це вид пожежогасіння, який передбачає реагування на надзвичайні ситуації, пом'якшення наслідків, евакуацію та порятунок пасажирів і екіпажу повітряних суден, залучених в авіаційні події та інциденти.
Аеропорти з регулярними пасажирськими рейсами зобов'язані мати на місці пожежників і пожежну техніку, готову до чергування під час роботи літака. Аеропорти можуть мати регулятивний нагляд з боку окремих національних урядів або добровільно відповідно до стандартів Міжнародної організації цивільної авіації.

## Обов'язки
З огляду на потенціал масових жертв авіаційної надзвичайної ситуації, швидкість, з якою обладнання для реагування на надзвичайні ситуації та персонал прибувають на місце надзвичайної ситуації, має першочергове значення. Їхнє прибуття та початкова місія щодо захисту літака від усіх небезпек, зокрема від пожежі, підвищує виживаність пасажирів та екіпажу на борту. Пожежники аеропорту пройшли підвищення кваліфікації щодо застосування протипожежної піни, сухих хімічних речовин і чистих речовин, які використовуються для гасіння палаючого авіаційного палива в літаку та навколо нього, щоб підтримувати шлях для евакуації пасажирів для виходу з пожежонебезпечної зони. Крім того, якщо вогонь виникне в кабіні або пошириться туди через зовнішню пожежу, служби реагування ARFF також повинні працювати над контролем/гасінням цих пожеж.
Першочерговим для зменшення небезпеки та безпечної евакуації амбулаторних пасажирів є необхідність проведення рятувальних операцій. Пасажирів, які не можуть вибратися самостійно, необхідно зняти з літака та надати медичну допомогу. Цей процес надзвичайно трудомісткий, вимагає як пожежників, так і допоміжного персоналу. Через характер інциденту з масовими жертвами рятувальники використовують сортування, щоб класифікувати жертв і спрямовувати свої зусилля туди, де вони можуть максимально вижити.

## Апарат

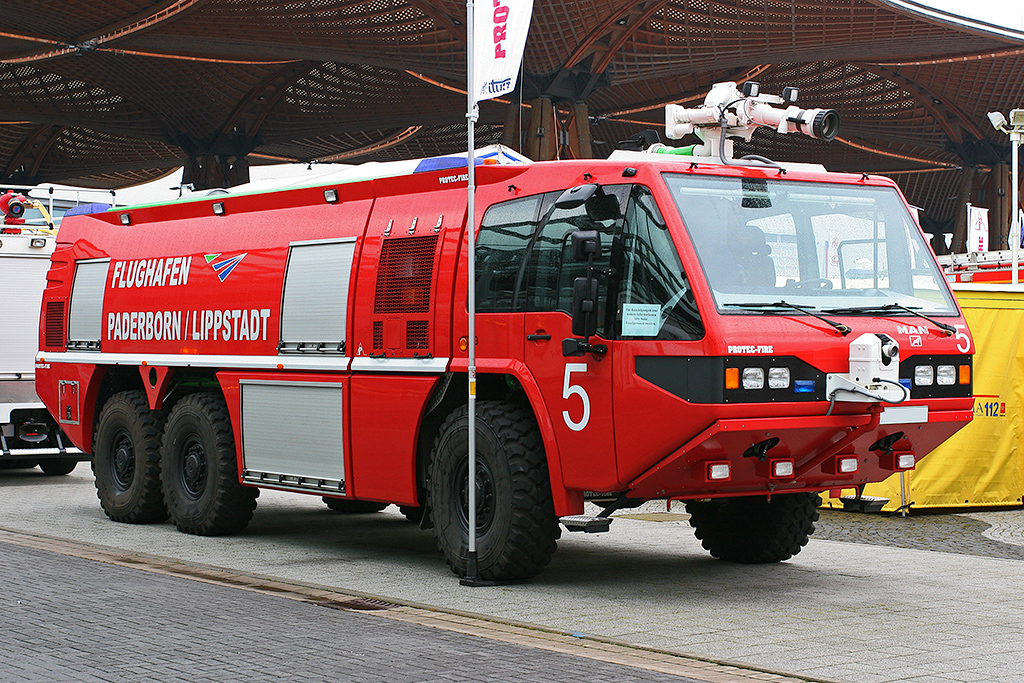
Німецький тендер на аварії в аеропорту Падерборн Ліппштадт.

Для функції ARFF потрібне спеціальне протипожежне обладнання, конструкція якого залежить від багатьох факторів, але в першу чергу: від швидкості, водоносної здатності, позашляхових характеристик і швидкості викиду агента. Оскільки нещасний випадок може статися будь-де на території аеропорту або за його межами, необхідно мати достатню кількість води та інших агентів, щоб приборкати вогонь, щоб забезпечити найкращу можливість гасіння, максимальну можливість евакуації та/або до прибуття додаткових ресурсів на місце події.

### Засоби індивідуального захисту
Через інтенсивне радіаційне тепло, яке утворюється під час спалювання палива, пожежники носять захисні костюми, вкриті посрібленим матеріалом, щоб відбивати тепло від їхніх тіл, які називаються пожежними костюмами . Вони також повинні носити автономні дихальні апарати, щоб забезпечити джерело чистого повітря, що дає їм змогу працювати в присутності диму чи інших перегрітих газів, наприклад, під час входу в палаючу кабіну літака.

## АРПГ

### США

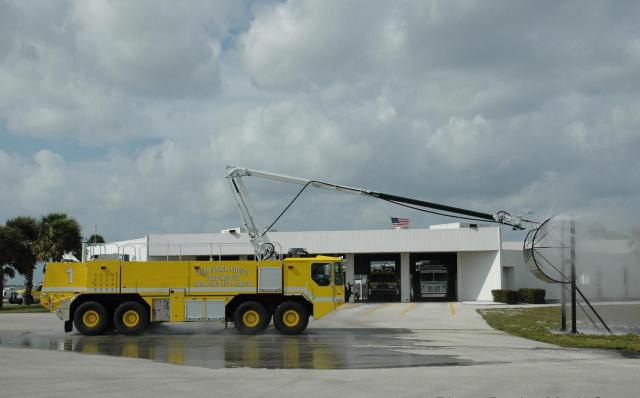
Dragon 1 з пожежно-рятувальної служби округу Палм-Біч у Міжнародному аеропорту Палм-Біч у Вест-Палм-Біч, Флорида, демонструє використання свого Snozzle.

Федеральна авіаційна адміністрація (англ. FAA) наказує виконувати операції ARFF у всіх аеропортах США, які обслуговують регулярні пасажирські авіаперевізники. Це єдині цивільні служби протипожежного захисту, які спеціально регулюються будь-якою державною установою. Військові бази можуть мати власні служби ARFF зі спеціальними обов'язками та навчанням.
Аеропорти, які повинні мати послуги ARFF, перевіряються FAA принаймні раз на рік на відповідність вимогам FAR, частина 139. Військові операції ARFF повинні відповідати вимогам місії для їхньої окремої гілки служби.
У багатьох випадках FAA виконує розслідувальні обов'язки після інциденту, але у випадках значних травм або будь-якої смертельної аварії Національна рада з безпеки на транспорті (англ. NTSB) проводить розслідування, а контингент ARFF надає допомогу, якщо це необхідно.